# Alegeri generale în Uruguay, 1989
Alegerile din Uruguay din 26 noiembrie 1989 s-au concretizat într-o victorie clară pentru Partido National și pentru Luis Alberto Lacalle, reprezentantul partidului Herrerismo-Renovación y Victoria.
A fost pentru a treia oară în decursul secolului al XX-lea când Partidul National a câștigat alegerile. Câștigătorul tradițional, Partidul Colorado, a fost înfrânt.

## Rezultate
| LEMA/SUBLEMA                                 | CANDIDAȚI               | VOTURI  | %       | NR. SENATORI | NR. DEPUTAȚI |
| -------------------------------------------- | ----------------------- | ------- | ------- | ------------ | ------------ |
| Partidul National                            | Total                   | 765990  | 37,25%  | 12           | 39           |
| “Herrerismo-Renovación y Victoria”           | Luis Alberto Lacalle    | 444839  | 21,63%  | 8            | –            |
| “En Defensa de la Nación”                    | Carlos Julio Pereyra    | 218656  | 10,63%  | 3            | –            |
| “Por la Patria”                              | Alberto Zumarán         | 101046  | 04,91%  | 1            | –            |
| Lema                                         | –                       | 1449    | 00,07%  | –            | –            |
| Partidul Colorado                            | Total                   | 596964  | 29,03%  | 9            | 30           |
| “Batllismo”                                  | Jorge Batlle            | 291944  | 14,20%  | 5            | –            |
| “Unión Colorada y Batllista”                 | Jorge Pacheco Areco     | 289222  | 14,06%  | 4            | –            |
| "Batllismo Unido"                            | Hugo Fernández Faingold | 14482   | 00,70%  | –            | –            |
| Lema                                         | –                       | 1316    | 00,06%  | –            | –            |
| Frontul Larg                                 | Liber Seregni           | 418403  | 20,35%  | 7            | 21           |
| Partidul pentru Guvernul Republicii Populare | Hugo Batalla            | 177453  | 08,63%  | 2            | 9            |
| Partidul Verde Ecologist                     | Rodolfo V. Tálice       | 10835   | 00,53%  | 0            | 0            |
| Mișcarea de Justiție                         | Bolívar Espínola        | 441     | 00,02%  | 0            | 0            |
| Partidul Muncitorilor                        | Vital Andrada           | 310     | 00,02%  | 0            | 0            |
| Partidul de convergență                      | Nancy Espasandín        | 190     | 00,01%  | 0            | 0            |
| Voturi totale validate                       | –                       | 1970586 | 95,83%  | –            | –            |
| Voturi albe                                  | –                       | 64284   | 03,13%  | –            | –            |
| Voturi nule                                  | –                       | 21485   | 01,04%  | –            | –            |
| Total voturi                                 | –                       | 2056355 | 100,00% | –            | –            |